# Gle Arun
Gle Arun är ett berg i Indonesien.   Det ligger i provinsen Aceh, i den västra delen av landet, 1 800 km nordväst om huvudstaden Jakarta. Toppen på Gle Arun är 360 meter över havet.
Terrängen runt Gle Arun är kuperad åt sydväst, men åt nordost är den platt. Havet är nära Gle Arun åt nordväst.Runt Gle Arun är det tätbefolkat, med 286 invånare per kvadratkilometer. Närmaste större samhälle är Banda Aceh, 11,2 km öster om Gle Arun. 